# Nowy Przegląd Wszechpolski
Nowy Przegląd Wszechpolski – czasopismo społeczno-polityczne, ukazujące się od 1994, będące organem Stronnictwa Ludowo-Narodowego, a następnie Przymierza Ludowo-Narodowego.
Tytuł został założony przez prof. Czesława Blocha w 1994. W swojej nazwie wyraźnie nawiązuje do organu narodowej demokracji, jakim był Przegląd Wszechpolski.
Członkami redakcji byli: Cezary Taracha, Gabriel Turowski, Leszek Wojciechowski. W piśmie publikowali: Czesław Bloch, Jerzy Chodorowski, Andrzej Horodecki, Stanisław Kozanecki, Jan Piwowarski, Zygmunt Zieliński.